# 부여 관음사지
부여 관음사지는 충청남도 부여군 부여읍에 있다. 2007년 12월 28일 부여군의 향토문화유산 제92호로 지정되었다.

## 개요
부여 능산리고분군 나성을 경계로 서쪽에 골짜기에 위치한 백제사지로서 사찰명이나 유래에 대하여는 전해진 바 없으나 1972년 불상 1점, 1996년 치미 1점에서 치미편이 출토된 바있어 관음사지라 일컬어왔다. 2004년 3월 시굴조사결과 장방형건물지 1기, 석축기단건물지 1기 등 2기의 건물지가 확인되었고 백제시대연화문수막새, 연목와, 인장와, 토기 등 62점의 중요유물이 출토되어 인근 능산리사지와 함께 중요유적지로 조사되었다.